# Lars Sjööblom
Lars Sjööblom (* 1956) ist ein schwedischer Grafiker und Briefmarkenkünstler.
Sein Studium absolvierte er an der Akademie der Feinen Künste in Stockholm. Bereits 1982 schuf er seine erste Briefmarke.
Inzwischen hat er nicht nur für die schwedische Post Briefmarken geschaffen, sondern auch für Estland, Lettland, Litauen, Dänemark, Grönland, Norwegen und Belgien.
2013 erhielt er den Grand Prix de l’Art Philatélique Européen für die Heiberg-Briefmarke für Dänemark.